# منارة ليزر

## منارة الليزر

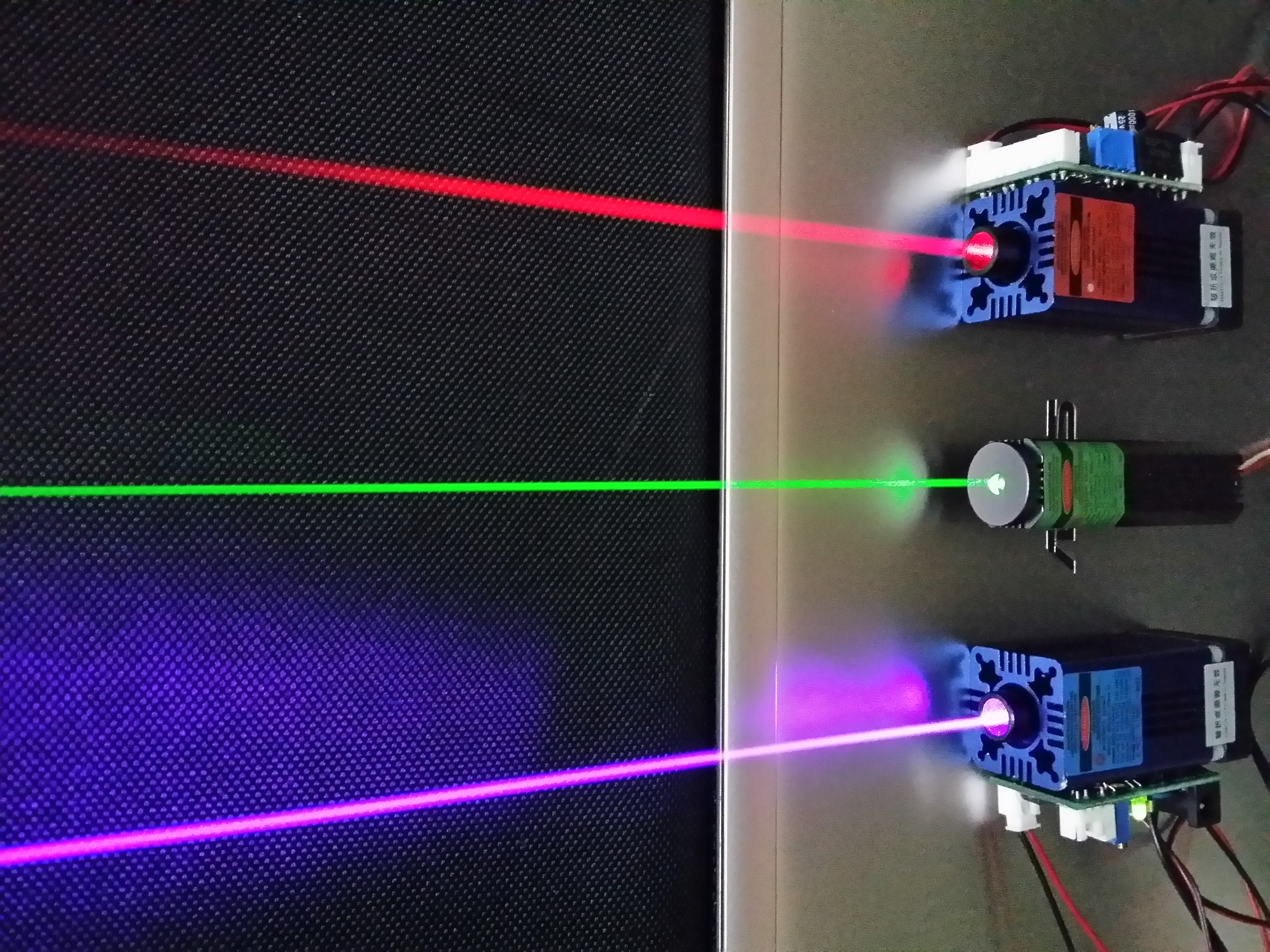
شعاع ليزر

محاكاة مع الإنارة التي تصدرها النار الموقدة على قمة منارة أم القرون ليلاً، وما يشبهها من المنارات الارشادية يومئذ،
وهدفها هداية الناس وارشادهم إلى الطريق العام وموارد المياه لإنقاذهم من التيه والضياع والموت عطاشا في الصحراء.
ابتكر ناشط بيئي وخبير صحراء سعودي يدعى (محمد بن فهيد الشمري)، وبمبادرة منه تم وضع منارات تصدر ضوء الليزر ليلاً بالقرب من مصادر المياه. وهذه المنارات تشع ضوءها الليزري الملوَّن بشكل عمودي يراه المسافر من مسافة قد تصل إلى 10 كيلو مترات وهي تضيء الطريق في صحراء النفود الشمالية، وهناك اشارات انه ستوضع منارات اخرى في حائل والجوف في السعودية ويكون عملها جميعاً من مغيب الشمس حتى الفجر.